# Pelsartia humeralis
Pelsartia humeralis és una espècie de peix pertanyent a la família dels terapòntids i l'única del gènere Pelsartia.

## Descripció
- Pot arribar a fer 38 cm de llargària màxima.[5][6]

## Alimentació
És omnívor.

## Hàbitat
És un peix marí, bentopelàgic i de clima temperat.

## Distribució geogràfica
Es troba a l'Índic oriental: és un endemisme d'Austràlia.

## Observacions
És inofensiu per als humans.